# Daouda Traoré
Daouda Traoré (* 22. Juli 2006 in Ivry-sur-Seine) ist ein französisch-senegalesischer Fußballspieler, der aktuell beim FC Southampton unter Vertrag steht und in der Saison 2024/25 an den FC Valenciennes ausgeliehen ist.

## Karriere

### Verein
Traoré begann seine fußballerische Ausbildung im Dezember 2012 bei ÉLAN de Chevilly-Larue, wo er bis Juni 2016 gespielt hatte, ehe er zu Antony Sports wechselte. Dort war er zwei Jahre aktiv und ging anschließend zum FC Montrouge. Nach nur einem Jahr wechselte er in das Centre de Formation de Paris, ein Fußballausbildungszentrum in Frankreichs Hauptstadt. Im Sommer 2021 wechselte er in die Jugendakademie des OGC Nizza. Dort spielte er in der Saison 2021/22 bereits 18 Mal in der B-Junioren-Meisterschaft, wobei er dreimal traf. Zudem spielte er insgesamt siebenmal für die A-Junioren, wobei er in Coupe Gambardella und Liga zusammengenommen zwei Tore schoss. 2022/23 spielte er schließlich nur noch für das U19-Team, kam aber nur auf ein Tor in fünf Ligapartien. Bereits im Oktober 2022 unterschrieb er im Alter von 16 Jahren seinen ersten Profivertrag bei dem Verein. Nach weiteren U19-Einsätzen und einigen Nominierungen in den Profikader spielte er Anfang Februar gegen den HSC Montpellier das erste Mal im Pokal. Über drei Monate später wurde er am letzten Ligaspieltag gegen den OSC Lille bei einem 2:2-Unentschieden eingewechselt und gab somit sein Ligue-1-Debüt. Nach der Saisons verpflichtete der FC Southampton Daouda Traoré und verlieh in unmittelbar an den französischen Drittligisten FC Valenciennes.

### Nationalmannschaft
Traoré spielte bislang für verschiedene Juniorenauswahlen der FFF. Mit dem U17-Team nahm er beispielsweise an der U17-EM 2023 teil, wobei er viermal spielte und mit der Mannschaft im Finale an der deutschen Auswahl scheiterte.